# Institution des douze apôtres

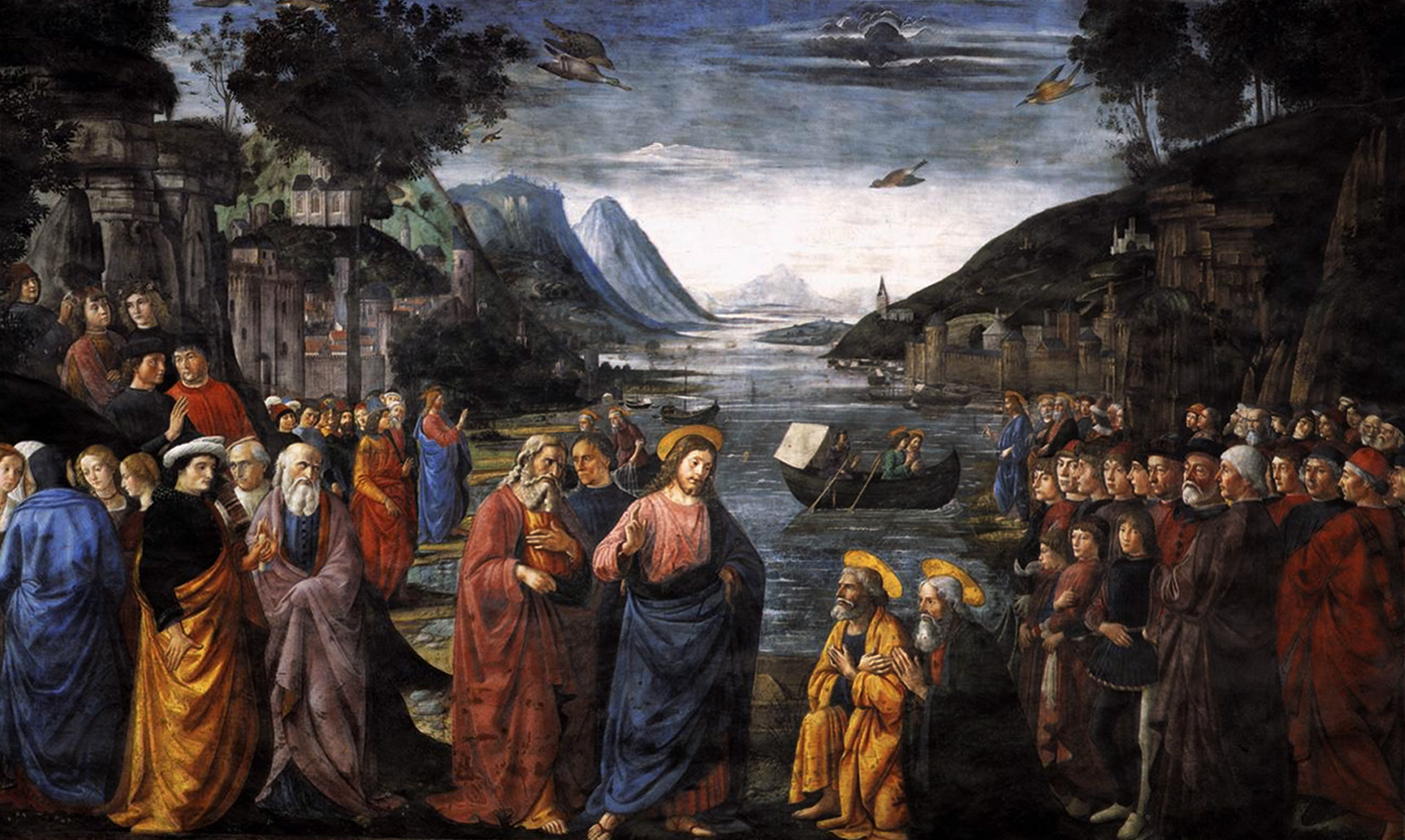
Vocation des premiers Apôtres par Domenico Ghirlandaio, 1481.

L'institution des douze apôtres, également appelée le choix des douze apôtres, l'appel des douze apôtres ou encore nomination des douze apôtres, est un épisode de la vie de Jésus qui apparaît dans les trois évangiles synoptiques : Matthieu 10, 1–4, Marc 3, 13–19, Luc 6, 12–16, mais pas dans l'Évangile selon Jean. Il relate la sélection initiale des douze apôtres effectuée par Jésus pour un quart déjà disciples de Jean le Baptiste,.

## Récit évangélique
« Vers cette même époque, Jésus se retira sur une colline pour prier. Il passa toute la nuit à prier Dieu. A l'aube, il appela ses disciples auprès de lui et choisit douze d'entre eux, qu'il nomma apôtres : Simon, qu'il appela Pierre, son frère André, Jacques, Jean, Philippe, Barthélemy, Matthieu, Thomas, Jacques, fils d'Alphée, Simon le Zélé, Jude, fils de Jacques, et Judas l'Iscariot qui finit par le trahir. »
—Luc 6, 12–16
Dans l'Évangile selon Matthieu, cet épisode a lieu peu de temps avant le miracle de l'homme avec la main desséchée. Dans l'Évangile selon Marc ainsi que dans l'Évangile selon Luc, il apparaît peu de temps après ce miracle.
Cette sélection des douze apôtres a lieu avant la crucifixion de Jésus, tandis que la Grande Mission, en Matthieu 28, 16–20, a lieu après la résurrection de Jésus.